# Muhammad Abdul Aziz Khan
Muhammad Abdul Aziz Khan (geboren am 1. Februar 1931 in Ramnagar, Distrikt Pabna, Präsidentschaft Bengalen, Britisch-Indien; gestorben am 28. März 2012 in Dhaka) war ein bangladeschischer Botaniker und Hochschullehrer.

## Werdegang
Muhammad Abdul Aziz Khan studierte an der University of Dhaka Botanik und graduierte 1951 zum Master of Science. Im selben Jahr trat er als wissenschaftlicher Mitarbeiter in den Dienst der botanischen Fakultät seiner Universität, die ihn 1955 zum Lecturer, 1964 zum Senior Lecturer und 1969 zum Reader ernannte. 1965 promovierte er an der University of Cambridge zum Ph.D.
1973 wurde Khan Associate Professor und Leiter des neu gegründeten Instituts für Botanik der University of Chittagong. 1974 wurde er ordentlicher Professor und bis 1981 leitete er sein Institut. Während dieser Zeit gründete er den botanischen Garten der Universität. Von 1980 bis 1981 war Khan Dekan der naturwissenschaftlichen Fakultät und von 1981 bis 1985 Vizekanzler der University of Chittagong.
Khan forschte vorwiegend zur Physiologie der Pflanzen, Ökologie, Gartenbau und Landwirtschaft. Er veröffentlichte mehr als 75 Artikel in nationalen und internationalen Fachzeitschriften und verfasste vier Lehrbücher.